# James Wearmouth
James Wearmouth (Road Town, 26 febbraio 1969) è un ex calciatore anglo-verginiano, di ruolo centrocampista.